# Tetragoneura nigripalpis
Tetragoneura nigripalpis är en tvåvingeart som beskrevs av Freeman 1951. Tetragoneura nigripalpis ingår i släktet Tetragoneura och familjen svampmyggor. Inga underarter finns listade i Catalogue of Life.